# Nazzareno Belfasti
Nazzareno Belfast (Scandiano, Emilia-Romaña, Italia; 15 de julio de 1993) es un futbolista italiano que juega de defensa.

## Trayectoria

### Modena
Nacido en Scandiano, y crecido en Castellarano, ambas en la provincia de Reggio-Emilia, Italia, Belfasti comenzó su carrera en el club de la Serie B, Modena FC, de la provincia cercana. Belfasti era el miembro de Primavera (la reserva) equipo durante la temporada 2009-10, él fue el miembro del equipo Allievi en la sub-17 de la temporada 2008-09, en el que él era el único jugador del equipo nacido en 1993. Belfasti fue promovido directamente desde el equipo Giovanissimi de la sub-15 en 2008. Recibió su primera llamada a las filas nacionales en diciembre de 2009, para el equipo de Italia sub-19, que era el límite de edad de esa temporada para los nacidos en 1991. a pesar de que Belfasti no jugó, su atención fue extraída de los clubes más importantes, que firmó para la Juventus FC en acuerdo de copropiedad en agosto de 2010.

## Clubes
| Club                   | País   | Año       |
| ---------------------- | ------ | --------- |
| Juventus               | Italia | 2012-2013 |
| Modena (préstamo)      | Italia | 2012-2013 |
| Gubbio (préstamo)      | Italia | 2013      |
| Pro Vercelli           | Italia | 2013-2014 |
| Gubbio (préstamo)      | Italia | 2014      |
| Juventus               | Italia | 2014-2018 |
| FeralpiSalò (préstamo) | Italia | 2014-2016 |
| Carrarese (préstamo)   | Italia | 2016-2017 |
| Piacenza (préstamo)    | Italia | 2017-2018 |
| Reggio Audace          | Italia | 2018-2019 |